# Demanda (psicanálise)
No lacanianismo, a demanda (em francês:  demande) é a forma pela qual as necessidades instintivas são alienadas através da linguagem e da significação. O conceito de demanda foi desenvolvido por Lacan - fora da teoria freudiana - em conjunto com necessidade e desejo, a fim de explicar o papel da fala nas aspirações humanas, e faz parte da oposição lacaniana à abordagem de aquisição de linguagem favorecida pela psicologia do ego.

## Aquisição de linguagem
Para Lacan, a demanda é o resultado da aquisição da linguagem com base nas necessidades físicas – os desejos do indivíduo são automaticamente filtrados através do sistema estranho de significantes externos.
Onde tradicionalmente a psicanálise reconheceu que aprender a falar era um passo importante na aquisição de poder pelo ego sobre o mundo, e celebrou sua capacidade de aumentar o controle instintivo, Lacan, por outro lado, enfatizou o lado mais sinistro da submersão inicial do homem na linguagem.
Ele argumentou que "a demanda constitui o Outro como já possuindo o 'privilégio' de satisfazer necessidades", e que, de fato, as próprias necessidades biológicas da criança são alteradas pela "condição que lhe é imposta pela existência do discurso, para tornar sua necessidade passar pelos desfiladeiros do significante". Assim, mesmo ao expressar as próprias exigências, estas são alteradas; e mesmo quando se encontram, a criança descobre que não quer mais o que pensava querer.

## Desejo
No pensamento lacaniano, uma demanda resulta quando uma falta no Real é transformada no meio Simbólico da linguagem. As demandas expressam fielmente formações significantes inconscientes, mas sempre deixam um resíduo ou núcleo de desejo, representando um excedente de gozo perdido para o sujeito, (porque o Real nunca é totalmente simbolizável).
Com isso, para Lacan, “o desejo situa-se na dependência da demanda – que, ao ser articulada em significantes, deixa um resto metonímico que lhe corre subjacente”. A frustração inerente à procura – tudo o que é realmente pedido é “não é” – é o que dá origem ao desejo.

## As demandas do Outro
As demandas da sociedade humana são inicialmente mediadas pela Mãe; com o discurso com quem o bebê passa a se identificar, subsumindo sua própria autoexpressão não-verbal.
O resultado no neurótico pode ser um domínio da procura parental e dos objectos sociais valorizados por tais exigências – empregos, diplomas, casamento, sucesso, dinheiro e assim por diante. Lacan considerou de fato que para o neurótico “a demanda do Outro assume a função de um objeto em sua fantasia... essa prevalência dada pelo neurótico à demanda”.

## Transferência
Lacan considerou que a transferência aparece nas formas de demandas do paciente – demandas às quais ele enfatizou que o analista deve resistir.
Através de tais exigências, afirma ele, “todo o passado se abre até a primeira infância. O sujeito nunca fez outra coisa senão exigir, não poderia ter sobrevivido de outra forma, e... a regressão nada mais mostra do que um retorno ao presente de significantes usados nas demandas”.
François Roustang, no entanto, desafiou a visão lacaniana, argumentando que a exigência do paciente, em vez de minar a análise, pode ser uma tentativa positiva de fazer com que o analista mude a sua postura terapêutica.